# Potter Building
El Potter Building es un edificio en el Distrito Financiero de Manhattan en Nueva York. Ocupa una cuadra completa a lo largo de Beekman Street con las direcciones 38 Park Row al occidente y 145 Nassau Street al oriente. Fue diseñado por Norris G. Starkweather en una combinación de los estilos Reina Ana y neogriego, como una estructura de hierro.
Empleó los métodos de protección contra incendios más avanzados disponibles cuando se erigió entre 1883 y 1886. Estos incluían vigas de hierro laminado, columnas de hierro fundido, paredes exteriores de ladrillo, arcos de tejas y terracota. Fue también uno de los primeros edificios con estructura de hierro y uno de los primeros en tener un plano de planta en forma de "C", con un patio exterior de luz que da a la calle Beekman. El diseño original permanece prácticamente intacto.
Remplazó a una antigua sede del New York World, que se construyó en 1857 y se incendió en febrero de 1882. Recibió el nombre de su promotor, el político y promotor inmobiliario Orlando B. Potter. Sirvió originalmente como edificio de oficinas con muchos inquilinos de los medios de comunicación y de profesiones legales. Se convirtió en apartamentos desde 1979 hasta 1981. Fue designado Hito de Nueva York en 1996 y también es una propiedad que contribuye al Distrito histórico de Fulton-Nassau, un distrito del Registro Nacional de Lugares Históricos creado en 2005.

## Sitio
Se encuentra en el Distrito Financiero de Manhattan, justo al oriente del City Hall Park y el Centro Cívico. Colinda con Park Row por unos 30 metros (m) al occidente, Beekman Street por 44 m al sur y Nassau Street por unos 27 m al este. El muro norte colinda con 41 Park Row en el mismo bloque por 32 m. El Morse Building y 150 Nassau Street están al otro lado de Nassau Street, mientras que 5 Beekman Street está al otro lado de Beekman Street. La esquina de Park Row y Beekman Street forma un ángulo agudo. Las direcciones de Potter Building incluyen 35–38 Park Row, 2–8 Beekman Street y 138–145 Nassau Street.

## Diseño
El Potter Building de 11 pisos está organizado en una mezcla de estilos, incluidos los estilos Reina Ana, neogriego, neorrenacentista y neocolonial. Como resultado, se destaca de los edificios circundantes. El arquitecto del Potter Building, Norris Garshom Starkweather, era conocido por diseñar iglesias y villas en los estados del Atlántico medio. El edificio mide 50 m de altura desde la acera hasta el techo, con remates que se extienden hacia arriba otros 9,1 m. El diseño original permanece prácticamente intacto. Empleó los métodos de protección contra incendios más avanzados disponibles en el momento de la construcción, debido a que su predecesor se quemó. Esto incluyó el uso de vigas de hierro laminado, columnas de hierro fundido, paredes exteriores de ladrillo, así como arcos de tejas y terracota. Cinco empresas de hierro proporcionaron el material. La protección contra incendios está aislada por la fachada de ladrillo y terracota. El Potter Building, caracterizado por el historiador de la arquitectura Robert A. M. Stern como un "caso de libro de texto para el retardo del fuego", fue el último edificio importante apoyado por muros de carga, lo que habría sido innecesario a la luz de la superestructura de hierro.

### Forma
El edificio tiene forma de U, con un patio de luces dentro de los dos brazos de la "U", mirando hacia el exterior hacia Beekman Street. Es una de las estructuras existentes más antiguas de la ciudad con un patio de luces. El Real Estate Record and Guide dijo que "las habitaciones de cada lado se simétricas a pesar de la irregularidad del lote; la irregularidad, por supuesto, aparece en el propio tribunal". Un escritor del Fireman's Herald declaró que el tribunal dividió la fachada de modo que "parece casi dos edificios". Hay una escalera de incendios en medio del patio de luces.

### Fachada
En el momento de la construcción del Potter Building, las fachadas de muchos de los primeros rascacielos del siglo XIX constaban de tres secciones horizontales similares a los componentes de una columna, a saber, una base, una sección media y un capitel. La base comprendía los dos pisos inferiores, la sección media incluía los siete pisos del medio y el capitel estaba compuesto por los dos pisos superiores. La base tiene una fachada de hierro y los pisos restantes, una de ladrillo rojo y terracota. Cada lado tiene una ornamentación similar, que contiene capiteles de columnas, frontones, ménsulas, paneles y arcos en sección hechos de terracota. El detalle ornamental está elaborado en estilo clásico e incluye enormes capiteles sobre los pilares verticales, así como frontones triangulares y en forma de cuello de cisne.
Los pilares dividen las fachadas en múltiples tramos, cada una de las cuales contiene dos ventanas en cada piso. Los pilares, revestidos con ladrillos sobre el segundo piso, tienen 1,4 m de ancho en la base, con un ancho uniforme para toda la altura del edificio, pero varían en grosor desde 1000 mm en el primer piso hasta 510 mm en el undécimo. Contienen conductos de humos ocultos que ventilan los gases de los hornos del edificio hacia chimeneas ocultas debajo de los remates en lo alto de cada muelle. Los dinteles de los pisos superiores, revestidos con terracota, consisten en cuatro vigas paralelas de hierro forjado con un ancho de 21 a 530 a 810 mm entre bridas. Las vigas del dintel se asientan sobre placas de hierro incrustadas dentro de la mampostería de cada pilar y ancladas con una correa de hierro retorcido.
Debido a la presencia de vestíbulos de ascensores en el extremo norte del edificio, los tramos más al norte de Park Row y Nassau Street son más anchos. En Park Row y Beekman Street, una columna de 270 grados de ancho redondea la esquina.
El Potter Building se encuentra entre los edificios más antiguos que quedan en Nueva York que conserva la terracota arquitectónica. Esta fue esculpida por Boston Terra Cotta Company y era más detallada que en otros edificios contemporáneos. En ese momento, no había empresas de terracota en Nueva York, y otras cuatro empresas competían para suministrar la terracota del edificio. La estructura finalmente incluyó 490 t de terracota. El superintendente de Boston Terra Cotta Company, James Taylor, supervisó su colocación. Los pisos cuarto y octavo contienen ventanas adornadas con arcos rebajados de terracota; las ventanas del tercer, quinto, sexto, séptimo y décimo piso contienen ménsulas de terracota; y las ventanas del undécimo piso tienen ménsulas de terracota.

### Características
Los muros de los cimientos del Potter Building tenían 1,2 m de espesor y estaban hundidos a una profundidad de 6,9 m. La roca madre subyacente estaba a más de 30 m por debajo del suelo, por lo que los cimientos se colocaron en zapatas de pilares separadas. El sitio está a 13 m sobre el agua subterránea. Durante la construcción de la Línea de la Séptima Avenida-Broadway del metro de Nueva York (trenes 2 y 3) debajo de Beekman Street en 1915, la elevación sur se apoyó con tubos de concreto y acero hundidos a una profundidad de 17 a 18 m, por debajo del nivel del agua subterránea.
Las columnas exteriores están hechas de hierro. Todos los pisos sobre rasante se construyeron sobre vigas de hierro laminado. Las vigas tenían un grosor de 380 mm y un largo de 4,19 a 4,95 m. Las vigas del piso, de 270 mm de espesor, se asientan sobre las bridas de cada viga; sus centros están separados por 1,4 m y la mayoría de las vigas tienen una longitud uniforme de 5,59 m. Se colocaron arcos de ladrillo plano dentro de cada juego de vigas del piso y se nivelaron con concreto, ladrillo y agregado de piedra. Los pisos se terminaron con madera, mientras que los techos se terminaron en yeso.
Los planes originales de Potter para el edificio eran que el primer piso contuviera oficinas bancarias y que los pisos superiores fueran utilizados por otras empresas. Deseaba que el Potter Building fuera "un adorno para el vecindario". En el interior había originalmente 351 suites que podían ser utilizadas por hasta 1800 personas a la vez. Los techos de cada piso tienen 3,4 m de altura. Los pisos superiores del edificio se convirtieron posteriormente en departamentos de 160 m² cada uno, aunque los departamentos conservaron las paredes de 47 cm de espesor.

## Historia

### Contexto
El lote del Potter Building, y el lote adyacente inmediatamente al norte (que está ocupado por 41 Park Row), fue el sitio de la Iglesia Old Brick de la Brick Presbyterian Church, construida en 1767-1768 por John McComb Sr. Comenzando a principios del siglo XIX y continuando hasta la década de 1920, el área circundante se convirtió en la "Fila de periódicos" de la ciudad; se construyeron varias sedes de periódicos en Park Row, incluido el New York Times Building, el Park Row Building, el New York Tribune Building y el New York World Building Mientras tanto, la impresión se centró en Beekman Street. Cuando la congregación de Brick Presbyterian Church se mudó a Murray Hill en 1857, Orlando B. Potter, un político y un prominente desarrollador de bienes raíces en ese momento, compró la mitad sur del lote de Old Brick Church. Potter erigió un edificio de piedra de estilo italiano de cinco pisos en el lote por 350.000 dólares (equivalente a 10 millones en 2019); se convirtió en la primera sede del New York World, que se estableció en 1860. Potter compró el edificio directamente en 1867.
Se produjo un incendio en el World Building alrededor de las 10:00 p. m. el 31 de enero de 1882, supuestamente debido a una corriente de viento procedente del cercano Temple Court Building. El incendio destruyó gran parte del bloque en unas pocas horas, matando a seis personas y causando más de 400.000 dólares en daños (equivalente a 11 millones en 2019); Se dijo que el World Building tenía "se hizo famoso en todo el país por quemarse en el menor tiempo registrado", y tomó una semana examinar los escombros, Varios días después del incendio, el Real Estate Record and Guide dijo que "el terreno es tan valioso que sin duda será construido inmediatamente".

### Construcción

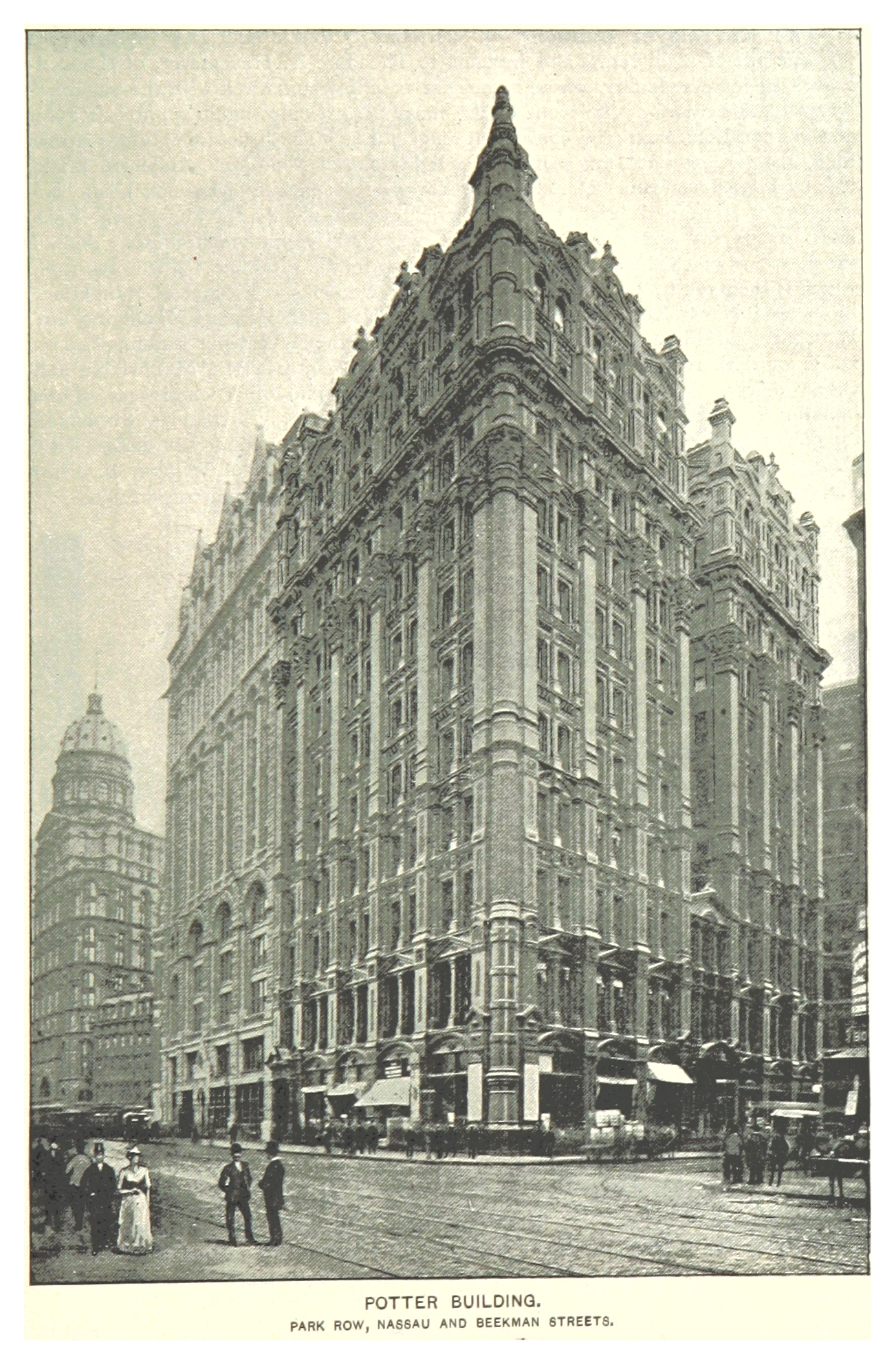
Representación de 1893 del Potter Building

Potter trató de reemplazar el edificio incendiado con una estructura a prueba de fuego, habiendo incurrido en pérdidas por más de 200.000 dólares (equivalente a 5 millones en 2019) además de la pérdida de ingresos. A mediados de febrero de 1882, Potter estaba planeando construir un edificio de 11 pisos en el sitio del antiguo World Building, que especificó debería ser a prueba de fuego. En 1883, Starkweather presentó planos para la estructura, de los cuales los dos primeros pisos tendrían una fachada de hierro y el resto tendría una fachada de ladrillo. Potter decidió aplazar la construcción por un año debido al alto costo de adquisición de materiales.
La construcción de los cimientos se inició en abril de 1883. Para probar la resistencia relativa del hierro frente a las vigas de piso de madera, Potter construyó dos estructuras pequeñas, casi idénticas, una con cada material. Después de prenderles fuego durante dos o tres días, determinó que la estructura de hierro era más adecuada para su uso, ya que el piso de hierro sufrió pocos daños en comparación con el piso de madera totalmente quemado. Los planos para el Potter Building se presentaron ante el Departamento de Edificios de Nueva York en julio de 1883, momento en el que se suponía que costaría 700.000 dólares (equivalente a 19 millones en 2019).
La construcción estaba en marcha a mediados de 1884. Los trabajadores fueron contratados por día, en lugar de contratados para todo el proyecto. Dado que el incendio del World Building había ocurrido durante la construcción del edificio 750 Broadway de Potter en NoHo, más al norte de la ciudad, los trabajadores del proyecto 750 Broadway también fueron contratados para trabajar en el Potter Building. La construcción se retrasó en mayo de 1884 debido a una huelga de albañiles, y los costos aumentaron a 1,2 millones de dólares (equivalente a 34 millones en 2019). El trabajo también se retrasó por una huelga de pintores y carpinteros en 1885. El edificio se completó en junio de 1886. Tan involucrado estaba Potter en la selección de terracota, que fundó la New York Architectural Terra Cotta Company con su yerno Walter Geer. Un folleto de 1888 de la empresa decía que el Potter Building era "un ejemplo del mejor uso de la terracota, tanto con fines constructivos como ornamentales".

### Uso

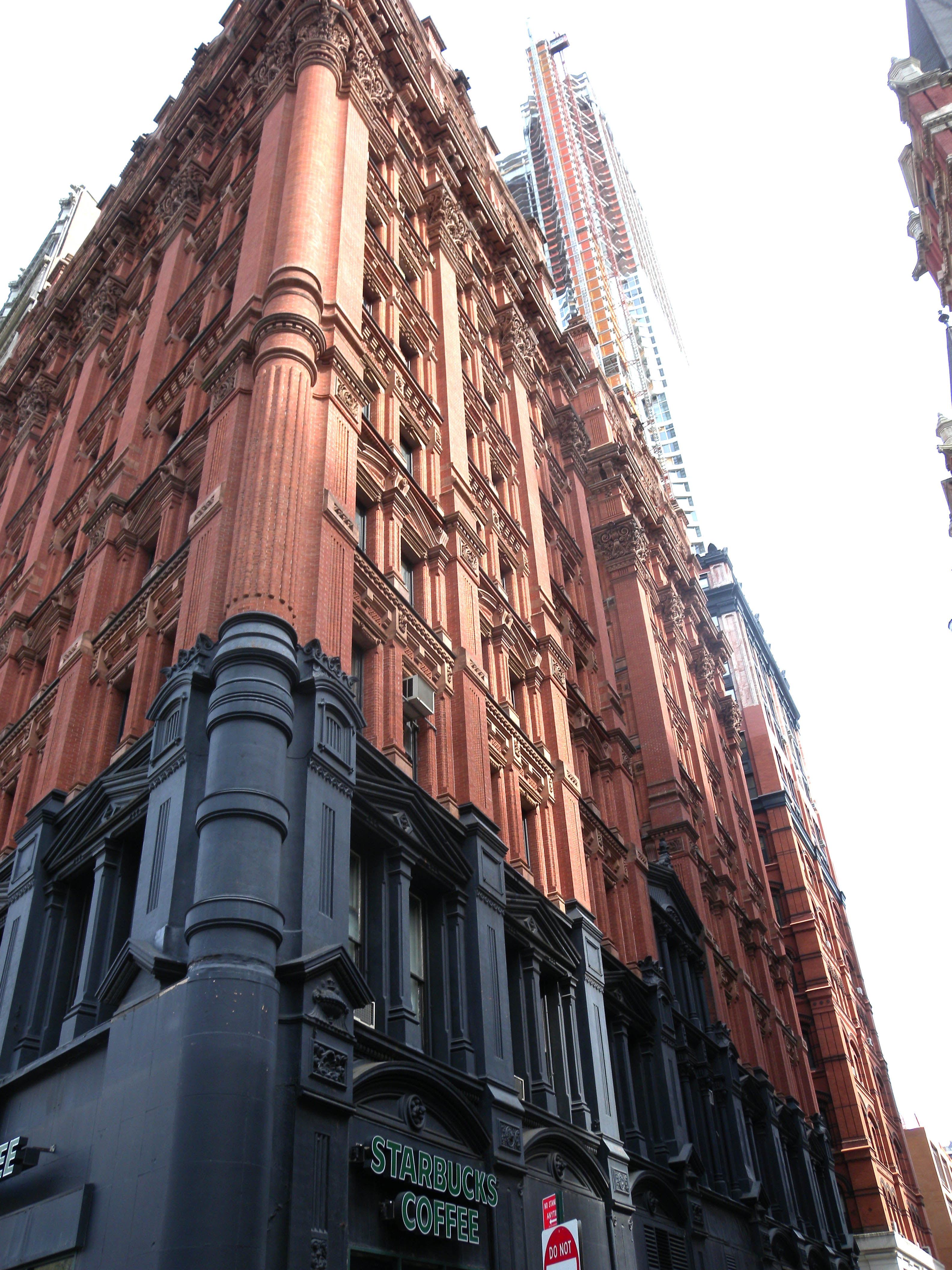
Detalle de la fachada

En el momento de su finalización, el Potter Building se encontraba entre los más altos de la zona y se elevaba por encima de cualquier otra estructura excepto el New York Tribune Building. The Boston Globe llamó al Potter Building "el edificio de paredes rectas más alto del mundo". El King's Handbook of New York City de 1892 declaró que los periódicos, revistas, compañías de seguros y abogados ocupaban 200 oficinas dentro del edificio. Los inquilinos del periódico incluían The Press, un periódico de centavo afiliado al Partido Republicano, así como The New York Observer. El Potter también fue ocupado por los fabricantes de papel Peter Adams Company y Adams & Bishop Company, la compañía de seguros Mutual Reserve Fund Life Association y Otis Elevator Company. Además, Potter ocupaba el último piso, y su New York Architectural Terra Cotta Company también tenía oficinas en el edificio.
Potter murió en 1894, y el edificio fue entregado a su propiedad. O.B. Potter Properties adquirió el edificio de la propiedad de Potter en 1913. El inmueble, junto con algunas de las otras propiedades de la finca Potter (como el Empire Building), se vendió en 1919 a Aronson Investing Company. La propiedad se transfirió varias veces en una década: Parbee Realty Corporation adquirió la estructura en 1923, seguida de A.M. Bing & Son en 1929, y la 38 Park Row Corporation en 1931, antes de que Parbee lo volviera a adquirir al año siguiente. El Seaman's Bank for Savings adquirió la estructura en una subasta de ejecución hipotecaria en 1941, y cuatro años más tarde la vendió a Beepark Estates. Los inquilinos durante este tiempo incluyeron la Autoridad de Vivienda de los Estados Unidos, contadores y abogados. La 38 Park Row Corporation lo compró en 1954.
Los edificios New York World y Tribune inmediatamente al norte fueron demolidos en las décadas de 1950 y 1960, y Pace College (más tarde Universidad de Pace) construyó 1 Pace Plaza en el sitio de esta última. La universidad también adquirió el Potter Building y otros edificios cercanos en 1973, con planes para destruirlos y construir una torre de oficinas. Estos planes no prosperaron y Pace vendió el edificio en 1979 a una empresa conjunta denominada 38 Park Row Associates, compuesta por Martin Raynes y el East River Savings Bank. 38 Park Row Associates convirtió el edificio en cooperativas residenciales y se lo cedió a 38 Park Row Residence Corporation en 1981.
Después de la conversión residencial, un ingeniero estructural señaló que la fachada tenía "un deterioro significativo, particularmente en las juntas de mortero". Posteriormente, la junta cooperativa del Potter Building organizó una renovación de la fachada en 1992-1993, a cargo de Siri + Marsik y Henry Restoration. El Potter Building, junto con los Manhasset Apartments y el 110 East 42nd Street, se convirtió en un hito designado por Nueva York el 21 de septiembre de 1996. Se produjo una controversia en 1999 cuando el restaurante Blimpie en el nivel del suelo del Potter Building decidió colocar asientos al aire libre en Nassau Street, que recientemente se había convertido de una zona peatonal solo de lunes a viernes en una plaza peatonal de tiempo completo. Los residentes del Potter Building se quejaron de que los asientos violaban una ordenanza de la ciudad sobre los cafés en las aceras. En 2005, el Potter Building fue designado como propiedad que contribuye al distrito histórico de Fulton-Nassau, un distrito del Registro Nacional de Lugares Históricos.

## Recepción crítica
Los rascacielos de finales del siglo XIX en el Lower Manhattan generalmente recibieron una recepción mixta, y el Potter Building fue especialmente criticado por revistas de arquitectura profesionales. Un escritor de Real Estate Record and Guide comentó en 1885 que "no hay un detalle interesante o refinado en todo el edificio". El crítico también dijo que el diseño se centró demasiado en su aspecto vertical, aunque esto contrastaba con las opiniones de otros críticos contemporáneos, que en general veían favorablemente el énfasis vertical. En 1889, un escritor de la misma revista lo comparó con el 41 Park Row, diciendo que el arquitecto del Potter Building "se las arregló para que pareciera a la vez monótono e incómodo".
También hubo críticas positivas sobre el diseño. Un artículo de Carpentry and Building de 1885 declaró que era "uno de los edificios nuevos más conspicuos en la parte baja de Nueva York", debido a su yuxtaposición de hierro con ladrillo y terracota. El King's Handbook lo describió como uno de los "grandes e ilustres monumentos de éxito comercial" de la ciudad, mientras que una guía de arquitectura de 1899 dijo que el "diseño del Potter Building es inusual y quizás excesivo en detalles, pero tiene un gran interés en la disposición de sus masas". Más tarde, en 1991, el escritor de The New York Times David W. Dunlap lo describió como "casi alucinatorio en su incrustación victoriana ". Los escritores de arquitectura Sarah Landau y Carl Condit lo describieron como "distinguido sobre todo por sus paredes exteriores de ladrillo rojo toscamente pintorescas y revestidas de hierro fundido abundantemente adornadas con terracota".